# 楊惠姍
楊惠姍（1952年7月16日—），女，祖籍湖南，生於台灣台北，臺灣演員，現為琉璃藝術家、「琉璃工房」的創始者之一及藝術總監。曾經榮獲第21屆以及第22屆金馬獎最佳女主角獎，是至今唯二蟬聯此獎項的獲獎人之一（另外一位是蕭芳芳）。

## 生平
1975年就讀靜宜女子文理學院（現靜宜大學）外文系夜間部時便參加台灣電視公司連續劇《朵朵浪花》、《金玉盟》……等電視劇演出。輟學後，隨即進入中國電視公司任演員，并開始參與電影演出。1979年主演黑幫電影《錯誤的第一步》而聲名大噪。因外形姣好，在當時有「天使面孔，魔鬼身材」的美譽。在十多年的時間，演出電影一百多部。
1984年，以《小逃犯》獲得第21屆金馬獎最佳女主角，并以《玉卿嫂》獲得第29屆亞太影展最佳女主角。1985年2月21日，與王冠雄共同主持台視大年初二特別節目《85新年秀》，是兩人首次同台主持。1985年11月2日，以《我這樣過了一生》蟬聯第22屆金馬獎最佳女主角。
1987年的電影《我的愛》為其最後一部作品。之後因介入導演張毅的婚姻，受到輿論壓力，不得不放棄電影事業。與張毅、王俠軍共同創辦琉璃工房，苦心研究幾乎已經失傳的脫臘鑄造法；在王俠軍離開後，成為琉璃工房的招牌藝術家。1995年，因推廣琉璃藝術的努力和成就，獲頒中華民國資深青商總會「第三屆傑出中華文化藝術薪傳獎」。

## 演藝作品

### 电影
| 首映年份 | 片名                   | 角色   |
| 1976年   | 《明天20歲》           |        |
| 1976年   | 《月下老人》           |        |
| 1977年   | 《十大掌门》           |        |
| 1978年   | 《佛法无边》           |        |
| 1978年   | 《糊涂侠女》           |        |
| 1978年   | 《蛇鹤丹心震九洲》     |        |
| 1978年   | 《洪文定与胡亚彪》     |        |
| 1979年   | 《错误的第一步》       |        |
| 1979年   | 《凌晨六点枪声》       |        |
| 1979年   | 《成功岭上》           |        |
| 1979年   | 《折剑传奇》           |        |
| 1979年   | 《糊涂江湖糊涂侠》     |        |
| 1980年   | 《博多夜船》           |        |
| 1980年   | 《赌国仇城》           |        |
| 1980年   | 《少女殉情记》         |        |
| 1980年   | 《小丑》               |        |
| 1980年   | 《幽伶武士》           |        |
| 1980年   | 《天下一大笑》         |        |
| 1980年   | 《玲珑佩珠八侠传》     |        |
| 1981年   | 《恐怖的情人》         |        |
| 1981年   | 《谁敢惹我》           |        |
| 1981年   | 《赌王斗千王》         |        |
| 1981年   | 《望子成龙》           |        |
| 1981年   | 《五娇娃霹雳冲》       |        |
| 1981年   | 《十张王牌》           |        |
| 1981年   | 《上行列车》           |        |
| 1981年   | 《横刀夺爱》           |        |
| 1981年   | 《扫荡大赌场》         |        |
| 1981年   | 《清洪帮》             |        |
| 1981年   | 《摩登情报员》         |        |
| 1981年   | 《上海滩大爷》         |        |
| 1981年   | 《地狱来的女人》       |        |
| 1981年   | 《黑色大亨》           |        |
| 1981年   | 《妈！不要死在我背上》 |        |
| 1982年   | 《赌王千王群英会》     |        |
| 1982年   | 《飞檐走壁》           |        |
| 1982年   | 《红粉兵团》           |        |
| 1982年   | 《浪女神龙剑》         |        |
| 1982年   | 《新西游记》           |        |
| 1982年   | 《隐身忍者》           |        |
| 1982年   | 《慧眼识英雄》         |        |
| 1982年   | 《小妞．大盗．我》     |        |
| 1982年   | 《问斜阳》             |        |
| 1982年   | 《胭脂处》             |        |
| 1982年   | 《酒色财气》           |        |
| 1982年   | 《女性的复仇》         |        |
| 1982年   | 《石榴裙下》           |        |
| 1982年   | 《女子感化院》         |        |
| 1982年   | 《黑狱大逃亡》         |        |
| 1982年   | 《新火烧红连寺》       |        |
| 1982年   | 《神剑动山河》         |        |
| 1982年   | 《脂粉奇兵》           |        |
| 1982年   | 《糊涂妙谍立大功》     |        |
| 1982年   | 《红粉游侠》           |        |
| 1983年   | 《情报贩子》           |        |
| 1984年   | 《小逃犯》             |        |
| 1984年   | 《玉卿嫂》             | 玉卿嫂 |
| 1985年   | 《我这样过了一生》     | 桂美   |
| 1986年   | 《歡樂龍虎榜》         | 千面狐 |
| 1986年   | 《我的爱》             | 唯良   |

## 獎項

### 亞太影展
| 年份   | 獲提名     | 獎項                | 結果 |
| ------ | ---------- | ------------------- | ---- |
| 1984年 | 《玉卿嫂》 | 亞太影展 最佳女主角 | 獲獎 |

### 金馬獎
| 年份   | 獲提名             | 獎項                    | 結果 |
| ------ | ------------------ | ----------------------- | ---- |
| 1984年 | 《小逃犯》         | 第21屆金馬獎 最佳女主角 | 獲獎 |
| 1985年 | 《我這樣過了一生》 | 第22屆金馬獎 最佳女主角 | 獲獎 |
| 1986年 | 《我的愛》         | 第23屆金馬獎 最佳女主角 | 提名 |

## 外部連結
- 楊惠姍在互联网电影资料库（IMDb）上的資料（英文）
- 楊惠姍在香港影庫上的簡介
- 楊惠姍在豆瓣上的资料（简体中文）
- 中文電影資料庫─ 楊惠珊 （页面存档备份，存于）
- TFAI-國家電影及視聽文化中心─ 楊惠姍[]
- 華文影史庫 楊惠姍 簡介 （页面存档备份，存于）